# Ach, ich fühl's, es ist verschwunden!
Ach, ich fühl’s, es ist verschwunden! (littéralement Ah, je le sens, elle est évanouie !) est l'air chanté par Pamina, la fille de la Reine de la Nuit, rôle de soprano, dans l'opéra de Mozart la Flûte enchantée.

## L'air
Cet air chanté par Pamina sert à illustrer la tristesse du personnage : en effet, Tamino a refusé de lui adresser la parole. Elle pense donc qu'il ne l'aime plus.
La vérité, c'est que Tamino passe l'épreuve du silence. Il n'est pas autorisé à parler aux femmes, et donc à Pamina.

## La musique
La musique décrit le chagrin que ressent Pamina à l'idée que Tamino n'est plus amoureux d'elle.

## Le texte
Le texte est tiré du livret en allemand de l'ami de Mozart, Emanuel Schikaneder, qui jouait aussi le rôle de Papageno lors de la première représentation.
| Ach, ich fühl’s, es ist verschwunden! ewig hin der Liebe Glück! Nimmer kommt ihr Wonnestunden. meinem Herzen mehr zurück! Sieh Tamino! diese Tränen fließen, Trauter, dir allein, fühlst du nicht der Liebe Sehnen so wird Ruh’ im Tode sein! | Ah, je le sens, elle est évanouie, à jamais évanouie, la joie de l’amour ! Jamais plus, instants de bonheur, vous ne reviendrez en mon cœur ! Vois, Tamino ! ces larmes, coulent pour toi seul, mon bien-aimé ; si tu ne ressens pas la peine d’amour alors je trouverai le repos dans la mort ! |